# Because This Is My First Life
Because This Is My First Life (hangeul : 이번 생은 처음이라 ; RR : Ibeon Saengeun Cheoeumira) est une série télévisée sud-coréenne diffusée du 9 octobre au 28 novembre 2017 sur tvN, avec Lee Min-ki et Jung So-min dans les rôles principaux,,,.

## Synopsis
Deux célibataires dans la trentaine, le propriétaire d'un appartement Nam Se-hee et Yoon Ji, à la recherche d'une chambre à louer, commencent à vivre ensemble comme colocataires

## Distribution

### Acteurs principaux
- Lee Min-ki : Nam Se-hee
- Jung So-min : Yoon Ji-ho

### Acteurs secondaires
- Esom : Woo Su-ji
- Park Byung-eun : Ma Sang-goo
- Kim Ga-eun : Yang Ho-rang
- Kim Min-seok : Sim Won-seok
- Kim Eung-soo : Nam Hee-bong
- Moon Hee-kyung : Jo Myung-ji
- Kim Byeong-ok : Yoon Jong-soo
- Kim Sun-young : Kim Hyun-ja
- Noh Jong-hyun : Yoon Ji-suk
- Jeon Hye-won : Lee Eun-sol
- Kim Min-kyu : Yeon Bok-nam
- Lee Chung-ah : Go Jung-min
- Yoon Bo-mi : Yoon Bo-mi
- Hwang Seok-jeong : écrivain Hwang

## Bande-originale
1. Star Figure (별 그림) – U-ji
2. Everyday – Haebin
3. I Want To Love (사랑하고 싶게 돼) – MeloMance
4. Marriage (결혼) – MoonMoon
5. This Life – Moon Sung-nam
6. Shelter (ft. Lee Yo-han) – Heejin (Good Day)
7. Tomorrow – Ryu Ji-hyun
8. Can't Go (갈 수가 없어) – Ben

## Diffusion
- tvN (2018)
- DANET (2017)
- tvN Asie (2018)
- NTV7 (2018)
- NowTV / ViuTV (2018)
- Videoland Drama (2019)
- Asianovela Channel (2019)